# Jabouilleia danjoui
La ratina indochina (Jabouilleia danjoui) es una especie de ave paseriforme de la familia Pellorneidae endémica de Indochina. El pájaro fue descrito en el año 1919, por los naturalistas Robinson y Kloss. 

## Distribución y hábitat
Se puede encontrar únicamente en Laos y en Vietnam. Esta especie habita en las selvas tropicales húmedas. Está amenazado por la destrucción de las masas forestales. 